# Spišské Hanušovce
Spišské Hanušovce jsou obec na Slovensku v okresu Kežmarok.

## Historie
Spišské Hanušovce patří mezi nejstarší obce v regionu Zamaguří, založené na staré obchodní cestě do Polska údolím Dunajce. První písemné zprávy o osadě Spišské Hanušovce se nacházejí v kanonické vizitaci farnosti, kterou převedl spišský probošt Jan Figray; podle ní obec existovala již před rokem 1234.

## Památky

### Kostel sv. Ondřeje apoštola
V obci se nachází zděný kostel z období již kolem roku 1200. Jeho původní podoba je částečně viditelná na věži a svatyni. Pod věží byla předsíň kostela (tzv. Babinec). Do kostela se vcházelo vchodem, který je dnes vidět za nynějším hlavním oltářem.
K větší opravě došlo až v roce 1831, kdy se byly odstraněny i pozůstatky škod po požáru v roce 1787, kdy vyhořel kostel i fara. Mezi lety 1758 až 1763 byla k původnímu kostelíku přistavěna dnešní chrámová loď. Přístavbu prováděl farář Sophronius Mireczki a byla financována řeholníky z Miechovienského Konventu. Farní budova byla opravena až v letech 1790 až 1792 za pomoci spišského biskupa.
V roce 1873 byla přestavěna sakristie a podlaha kostela, v roce 1874 byl opraven organ a o dva roky později střecha. Současný oltář pochází z roku 1893.